# الکسیس چانترین
الکسیس چانترین (فرانسوی: Alexis Chantraine‎؛ ۱۶ مارس ۱۹۰۱ – ۲۴ آوریل ۱۹۸۷) یک بازیکن فوتبال اهل بلژیک بود.